# Sampsa Timoska
Sampsa Timoska (Kokemäki, 12 december 1979) is een Finse voetballer.

## Clubcarrière
Hij speelde als verdediger voor de Engelse tweedeklasser Queens Park Rangers van januari 2007 tot februari 2008. Na al eerder voor MyPa-47 Anjalankoski gespeeld te hebben, staat hij sinds 2008 weer onder contract bij deze club, die in de Veikkausliiga speelt in Finland.

## Interlandcarrière
Timoska speelde in 2005 twee wedstrijden voor de nationale ploeg van Finland.

## Erelijst
MyPa-47
- Suomen Cup

2004